# Gobiopterus
Gobiopterus là một chi của họ cá Oxudercidae

## Các loài
Chi này hiện hành có các loài sau đây được ghi nhận:
- Gobiopterus birtwistlei (Herre, 1935)
- Gobiopterus brachypterus (Bleeker, 1855)
- Gobiopterus chuno (F. Hamilton, 1822)
- Gobiopterus lacustris (Herre, 1927) (Lacustrine goby)
- Gobiopterus macrolepis T. Y. Cheng, 1965
- Gobiopterus mindanensis (Herre, 1944)
- Gobiopterus panayensis (Herre, 1944)
- Gobiopterus semivestitus (Munro, 1949)
- Gobiopterus smithi (Menon & Talwar, 1973)
- Gobiopterus stellatus (Herre, 1927)